# Phonk
Genres dérivés
Drift phonk
La phonk est un genre de hip-hop directement inspiré du rap de Memphis des années 1990. Principalement présente sur la plateforme SoundCloud, la musique se caractérise par des voix de bandes de rap de Memphis et des échantillons de hip-hop du début des années 1990, les combinant souvent avec des éléments de jazz et de funk. Le genre déploie des techniques déformantes telles que le chopped and screwed pour créer un son plus sombre.
Initialement développée dans les années 2000 dans le sud des États-Unis, principalement à Houston et Memphis, les premiers pionniers du genre incluent DJ Screw et Three 6 Mafia. À la fin des années 2010, grâce à des plateformes de streaming telles que SoundCloud, le genre s'est davantage concentré sur le jazz et le hip-hop. Popularisé par TikTok, le Drift Phonk est un sous-genre du phonk qui a émergé en Russie ; ses principales caractéristiques sont l'utilisation du rythme four on the floor pour les percussions, ainsi que de sonnailles et de basses aiguës.

## Histoire
La phonk s'inspire de la trap du sud des États-Unis au milieu des années 1990. Des artistes ou des groupes musicaux comme DJ Screw, X-Raided, Phonk Beta, DJ Squeeky et le collectif Three 6 Mafia ont tous contribué aux bases du genre qui a émergé de nombreuses années plus tard, le chopped and screwed de Houston étant considéré comme le précurseur du genre. Alors que la phonk s'éteint à la fin des années 2000, il connaît une résurgence au début des années 2010. Une vision plus sombre et menaçante de la musique trap des années 1990 émerge de producteurs clés tels que SpaceGhostPurrp, DJ Smokey et Mr. Sisco.
Le mot « phonk » est popularisé par SpaceGhostPurrp, qui sort des morceaux tels que Pheel tha Phonk, Bringin' tha Phonk et Keep Bringin' tha Phonk,. Les chaînes YouTube, telles que TRILLPHONK, Emotional Tokyo, Ryan Celsius et Rare contribuent également à populariser ce genre, avec la musique des caisses claires déformées et un grave qui domine le mixage. Les producteurs de phonk continuent à pousser ce son dans l'underground, avant que le genre ne prenne un véritable essor au milieu des années 2010.
Fin 2017, la phonk évolue pour devenir plus contemporaine, s'éloignant du « son graveleux, sombre et orienté Memphis » et incluant des voix plus modernes, mettant en lumière plus de jazz et de hip-hop classique. Entre 2016 et 2018, la phonk est l'un des genres les plus écoutés sur SoundCloud,,.

## Caractéristiques
Une particularité de la phonk est que ce n'est pas une musique régionale, : cela est lié à la nature de SoundCloud lui-même en tant que plateforme en ligne, qui met en avant des sous-genres dérivés du hip-hop et de la pop expérimentale. En effet, l'artiste phonk Lowpocus déclare dans une interview en 2017 : « Ce qui est fascinant avec [phonk], c'est que ces artistes viennent du monde entier: vous pouvez trouver des producteurs de phonk au Canada, aux États-Unis, en France, et même en Russie ! » Parmi les autres artistes associés au phonk figurent DJ Smokey, Soudiere, Mythic, DJ Yung Vamp, NxxxxxS et SwuM,.

## Sous-genres

### Drift phonk
La drift phonk, un sous-genre du phonk, apparaît à la fin des années 2010 aux États-Unis, et voyage jusqu'en Russie,. Il se caractérise par l'utilisation de basses aiguës, de sonaille et de sons déformés, rendant les paroles des échantillons souvent méconnaissables. La drift phonk utilise souvent des clips de voitures en drift, rendant le genre populaire dans la culture automobile. La drift phonk gagne en popularité grâce à l'application TikTok,. Les producteurs reconnus incluent Kaito Shoma, Pharmacist, DVRST et LXST CXNTURY, tous russes, et qui s'inspirent directement du rap des années 1990 de Memphis comme par exemple : Meet Yo Maker et Murda in Da 1st Degree de Tommy Wright III, Talk Yo Ass Off (Remix) (Bonus Track) de DJ Paul, et Let's Make a Stain de M.C.Mack.